# Zwemmen op de Olympische Zomerspelen 2008 (kwalificatie)
Deze pagina beschrijft de kwalificatie voor het zwemtoernooi op de Olympische Zomerspelen 2008.

## Onderdelen
Het zwemprogramma van 2008 is iets uitgebreid ten opzichte van 2004. De 10 kilometer marathon voor zowel mannen als vrouwen is nieuw op het programma. Dit heeft als gevolg dat er de volgende 34 onderdelen zijn (17 voor mannen en 17 voor vrouwen):
Langebaanzwemmen
- Vrije slag: 50 m, 100 m, 200 m, 400 m, 800 m (vrouwen), 1500 m (mannen), 4x100 m estafette, 4x200 m estafette
- Rugslag: 100 m, 200 m
- Schoolslag: 100 m, 200 m
- Vlinderslag: 100 m, 200 m
- Wisselslag: 4x100 m, 200 m (individueel), 400 m (individueel)

Openwaterzwemmen
- 10 kilometer

## Kwalificatiecriteria

### Langebaanzwemmen
Elk Nationaal Olympisch Comité mag maximaal 2 zwemmers sturen, indien ze beiden aan de A-limiet voldaan hebben, of 1 zwemmer, als deze aan de B-limiet heeft voldaan. Ook mogen ze 1 estafetteteam inschrijven per onderdeel. Als er geen zwemmers voldoen aan de B-limiet in een land, dan mogen ze één man en één vrouw inschrijven.
Er moet voldaan worden aan de criteria in een van de volgende kampioenschappen: Continentale kampioenschappen (zoals EK), nationale Olympische selectiewedstrijden, of een internationale competitie goedgekeurd door de FINA, in de periode van 15 maart 2007 tot 15 juli 2008
De standaard FINA criteria zijn als volgt:
| onderdeel                    | mannen A | mannen B | vrouwen A | vrouwen B |
| ---------------------------- | -------- | -------- | --------- | --------- |
| 50 m vrije slag              | 22,35    | 23,13    | 25,43     | 26,32     |
| 100 m vrije slag             | 49,23    | 50,95    | 55,24     | 57,17     |
| 200 m vrije slag             | 1.48,72  | 1.52,53  | 1.59,29   | 2.03,47   |
| 400 m vrije slag             | 3.49,96  | 3.58,01  | 4.11,26   | 4.20,05   |
| 800 m vrije slag             | -        | -        | 8.35,98   | 8.54,04   |
| 1500 m vrije slag            | 15.13,16 | 15.45,12 | -         | -         |
| 100 m rugslag                | 55,14    | 57,07    | 1.01,70   | 1.03,86   |
| 200 m rugslag                | 1.59,72  | 2.03,91  | 2.12,73   | 2.17,38   |
| 100 m schoolslag             | 1.01,57  | 1.03,72  | 1.09,01   | 1.11,43   |
| 200 m schoolslag             | 2.13,69  | 2.18,37  | 2.28,21   | 2.33,40   |
| 100 m vlinderslag            | 52,86    | 54,71    | 59,35     | 1.01,43   |
| 200 m vlinderslag            | 1.57,67  | 2.01,79  | 2.10,84   | 2.15,42   |
| 200 m wisselslag individueel | 2.01,40  | 2.05,65  | 2.15,27   | 2.19,97   |
| 400 m wisselslag individueel | 4.18,40  | 4.27,44  | 4.45,08   | 4.55,06   |

Voor estafette onderdelen kwalificeerden de beste 12 van het afgelopen WK zich, de beste 12 per onderdeel op de WK zwemmen 2007 kwalificeerden zich. De resterende 4 plekken worden opgevuld door teams die de FINA selecteert op basis van kwalificaties.

### Openwaterzwemmen
Elk land mocht maximaal twee zwemmers inschrijven per onderdeel, het totaal aantal deelnemers staat op 25 zowel bij de mannen als bij de vrouwen. China heeft als gastland recht om minimaal één deelnemer in beide competities. De overige 48 plaatsten worden verdeeld via de wereldkampioenschappen openwaterzwemmen en een speciale kwalificatiewedstrijd. Omdat alle continenten moeten vertegenwoordigd zijn worden er vijf plaatsen in beide wedstrijden voorbehouden voor de beste zwemmer van elk continent op de WK die niet rechtstreeks in aanmerking komt voor kwalificatie.

#### Mannen 10 kilometer
| Competitie                            | Locatie         | Datum                 | Deelnemers            |
| ------------------------------------- | --------------- | --------------------- | --------------------- |
| WK openwaterzwemmen 2008              | Sevilla, Spanje | 29 april - 4 mei 2008 | Top 10                |
| Continentale vertegenwoordiging       | N/A             | N/A                   | 5 plaatsen 4 plaatsen |
| Gastland                              |                 |                       | 1                     |
| FINA Olympische Marathon Kwalificatie | Peking, China   | 31 mei - 1 juni 2008  | Top 9 Top 10          |
| Totaal                                |                 |                       | 25 zwemmers           |

#### Vrouwen 10 kilometer
| Competitie                            | Locatie         | Datum                 | Deelnemers            |
| ------------------------------------- | --------------- | --------------------- | --------------------- |
| WK openwaterzwemmen 2008              | Sevilla, Spanje | 29 april - 4 mei 2008 | Top 10                |
| Continentale vertegenwoordiging       | N/A             | N/A                   | 5 plaatsen 4 plaatsen |
| Gastland                              |                 |                       | 1 0                   |
| FINA Olympische Marathon Kwalificatie | Peking, China   | 31 mei - 1 juni 2008  | Top 9 Top 11          |
| Totaal                                |                 |                       | 25 zwemmers           |

Atletiek · 
Badminton · 
Basketbal · 
Boksen · 
Boogschieten · 
Gewichtheffen ·
Gymnastiek · 
Handbal · 
Hockey · 
Honkbal · 
Judo · 
Kanovaren · 
Moderne vijfkamp · 
Paardensport · 
Roeien ·
Schermen · 
Schietsport ·
Schoonspringen ·
Softbal ·
Synchroonzwemmen ·
Taekwondo ·
Tafeltennis ·
Tennis ·
Triatlon ·
Voetbal · 
Volleybal ·
Waterpolo ·
Wielersport · 
Worstelen ·
Zeilen ·
Zwemmen